# Indicatif régional 831

Carte de l'État de Californie avec les territoires de ses indicatifs régionaux. L'indicatif régional 831 est en rouge.

L'indicatif régional 831 est l'un des multiples indicatifs téléphoniques régionaux de l'État de Californie aux États-Unis.
Cet indicatif dessert les villes de Monterey, Santa Cruz, Salinas et Hollister.
La carte ci-contre indique en rouge le territoire couvert par l'indicatif 831.
L'indicatif régional 831 fait partie du Plan de numérotation nord-américain.